# WebOS
Um WebOS (Web Operating System, em português Sistema Operacional na Web) é um sistema operacional com área de trabalho ou interface gráfica. Trata-se de um aplicativo web do tipo PIM que contém ícones, barras e janelas (redimensionáveis e móveis) e, em certos casos, até aplicativos internos (como Zoho office, uma suíte de aplicativos burocráticos online).
Não confundir com Palm webOS, sistema operacional para telefones móveis e Smart TVs baseado em Linux.

## Exemplos de WebOS
- T-Rex webOS
- universeOS
- Emailmanager
- Codeorama OS
- EyeOS
- iCloud
- Ulteo
- Jooce (Serviço encerrado)